# Ceredig Ceredigion
Ceredig (latino: Caratacus; inglese: Ceredic; 420 circa), re di Ceredigion, nacque attorno al 420 nel regno britannico di Manaw Gododdin, incentrato sul corso superiore del Firth of Forth.
Figlio di Cunedda Wledig, giunse nel Galles dal Clackmannanshire con la famiglia di suo padre, quando furono chiamati agli inizi del V secolo per aiutare a respingere gli invasori irlandesi dal Galles settentrionale. Come ricompensa per il coraggio dimostrato in battaglia, il padre Cunedda gli diede la parte meridionale dei territori del Galles nord-occidentale, strappati agli irlandesi, confinanti con il Dyfed, che forse includevano parte del Cantref Gwaelod. Il regno prese il nome di Ceredigion (Terra di Ceredig) in suo onore. Tale denominazione si trasformò in seguito nella forma inglese Cardiganshire, ma fu reintrodotta nel 1974 dalla riorganizzazione amministrativa del Galles. Oggi indica una contea.
Tra i suoi figli, Sandde, violentò una nobile irlandese fattasi suora, la quale generò il futuro san David, patrono del Galles.